# SMACS J0723.3–7327
SMACS J0723.3–7327 または SMACS 0723 とは、地球からとびうお座の方向へ約46億光年離れたところにある銀河団である。

## 概要
SMACS J0723.3–7327 が存在している領域は、地球の南半球から観測することができ、ハッブル宇宙望遠鏡や他の宇宙望遠鏡による深宇宙の観測がよく行われている。ジェイムズ・ウェッブ宇宙望遠鏡 (JWST) に搭載されているNIRCamによって最初に観測・画像化された最初のフルカラー画像撮影のターゲットで、2022年7月11日にホワイトハウスでアメリカ合衆国大統領のジョー・バイデンなどが参加した特別プレビューイベントにて初めて公開された。複数の波長での画像撮影に加えて、ジェイムズ・ウェッブ宇宙望遠鏡に搭載されている2つの機器を用いたスペクトル観測も行われており、中には131億年前の天体から発せられたと考えられる赤方偏移を示した光も含まれていた。
SMACS J0723.3–7327 は以前にも、ハッブル宇宙望遠鏡による Southern MAssive Cluster Survey (SMACS) プロジェクトやプランク、チャンドラX線望遠鏡によって観測されている。